# Požarnica (Čabar)
Požarnica je naselje u Hrvatskoj u sastavu Grada Čabra. Nalazi se u Primorsko-goranskoj županiji. 

## Zemljopis
Nalazi se zapadno od obale rijeke Čabranke. 
Sjeverno je Okrivje, sjeveroistočno su Kamenski Hrib, Mandli i Donji Žagari. Istočno je Plešce i rijeka Čabranka. Južno-jugoistočno su Podstene i Fažonci, jugoistočno su Zamost i Smrekari, jugozapadno su Mali Lug i Smrečje, sjeverno-sjeverozapadno su Pršleti i Prhci.

## Stanovništvo
| broj stanovnika | 172   | 156   | 105   | 130   | 161   | 129   | 88    | 121   | 90    | 49    | 37    | 33    | 14    | 10    | 2     | 1     |       |
|                 | 1857. | 1869. | 1880. | 1890. | 1900. | 1910. | 1921. | 1931. | 1948. | 1953. | 1961. | 1971. | 1981. | 1991. | 2001. | 2011. | 2021. |